# Приключения графа Фердинанда Фэтома
«Приключения графа Фердинанда Фэтома» (англ. The Adventures of Ferdinand, Count Fathom) — роман британского писателя Тобайаса Смоллетта, опубликованный в 1753 году.

## Сюжет
Главный герой романа — английский денди, мошенник и распутник, похождения которого разворачиваются в разных странах Европы. В «Приключениях» есть элементы сверхъестественного, из-за чего некоторые литературоведы считают роман одним из предшественников английской готики.

## Восприятие
Вальтер Скотт, прочитав роман, констатировал, что тот «рисует полную картину человеческой порочности».
Литературоведы отмечают, что «Приключения графа Фердинанда Фэтома» во многом предвосхищают предромантизм. Смоллетт в этом романе подвергает критике общественно-политические порядки в современной ему Великобритании.